# Plauditus dubius
Plauditus dubius är en dagsländeart som först beskrevs av Walsh 1862.  Plauditus dubius ingår i släktet Plauditus och familjen ådagsländor. Inga underarter finns listade i Catalogue of Life.